# Louis Rehm
Pour les articles homonymes, voir Rehm.
Louis Rehm est un homme politique français né le 23 mai 1814 à Mayence (autrefois Empire français) et mort le 21 juin 1885 à Pagny-sur-Moselle (Meurthe-et-Moselle).

## Biographie
Fils d'un père horloger, sa famille revient en Moselle et Louis fait ses études à Metz à Versailles puis Paris avec des cours d'agriculture. Il séjourne à Roville avec l'agronome Mathieu de Dombasle. Il s'installe ensuite à Yutz.
Il crée durant les années 1940 une exploitation de betteraves à sucre et une distillerie. Il est l'un des principaux agents de la modernisation de l'agriculture et dirige le comice agricole de Thionville. En 1852, il entre au conseil municipal de Yutz jusqu'en 1871. L'un des auteurs d'un discours de ses obsèques et le Dictionnaire biographique de l'ancien département de la Moselle publié en 1887, indiquent qu'il a toujours été républicain mais sous le Second Empire, il ne participe à aucune manifestation républicaine. Cependant, l'un de ses enfants est président du Cercle de la Ligue de l'enseignement de Thionville en 1870. Rehm est soutenu en 1871 sur deux listes, l'une « de réconciliation », associant catholique, légitimistes et républicains modérés et la liste républicaine proche de Léon Gambetta. Il est élu représentant de la Moselle le 8 février 1871 avec 59 098 voix, plus que Gambetta. Il démissionne le 1er mars 1871 avec les autres députés protestataires. Il quitte Yutz pour Nancy puis Pagny-sur-Moselle et reprend ses travaux agricoles et industriels mais sans activité politique. 

## Sources
- « Louis Rehm », dans Adolphe Robert et Gaston Cougny, Dictionnaire des parlementaires français, Edgar Bourloton, 1889-1891 [détail de l’édition]
- Jean El Gammal, François Roth et Jean-Claude Delbreil, Dictionnaire des Parlementaires lorrains de la Troisième République, Serpenoise, 2006 (ISBN 2-87692-620-2 et 978-2-87692-620-2, OCLC 85885906, lire en ligne), p. 282-283